# Alexander Rüstow
Alexander Rüstow (pronunciación en alemán: /ʁʏstof/; Wiesbaden, 8 de abril de 1885-Heidelberg, 30 de junio de 1963) fue un sociólogo y economista alemán. En 1938, en el Coloquio Walter Lippmann, Rüstow acuñó el término «neoliberalismo» para hacer una corriente filosófica media, entre el fascismo, nazismo, comunismo y socialismo, sabiendo que no van a buen puerto, del liberalismo clásico, y la economía laissez faire, que consideraba que habían fracasado. Rüstow es considerado uno de los ideólogos del ordoliberalismo y la economía social de mercado, que se aplicó en Alemania Occidental después de la Segunda Guerra Mundial. Fue sobrino de Friedrich Wilhelm Rüstow y nieto de Cäsar Rüstow.

## Vida
Rüstow nació en una familia prusiana. Entre 1903 y 1908 estudió matemáticas, física, filosofía, psicología, derecho y economía en las universidades de Göttingen, Múnich y Berlín. En 1908 obtuvo su doctorado en la Universidad de Erlangen sobre el tema de la paradoja de Russell. Luego de esto comenzó a trabajar en la editorial Teubner en Berlín, hasta 1911, cuando comenzó su trabajo de habilitación en la teoría del conocimiento de Parménides. Tuvo que interrumpir su trabajo debido a la Primera Guerra Mundial, donde participó como voluntario para el ejército alemán.
Después de la guerra, Rüstow, quien seguía siendo socialista, participó de la Revolución de Noviembre y obtuvo un puesto de trabajo en el Ministerio de Economía, trabajando en los procesos de nacionalización de la industria del carbón en la región del Ruhr. Desilusionado de la planificación socialista, en 1924 comenzó a trabajar para la Asociación Industrial de Ingeniería Mecánica de Alemania (VDMA), formada por varias empresas disconformes con la política proteccionista y subsidiaria del Estado alemán con respecto a la industria minera y carbonífera.
Durante los años 30, el clima en Alemania se había vuelto demasiado poco amigable para Rüstow, quien obtuvo una cátedra en historia y geografía económica en la Universidad de Estambul, Turquía, en 1933. En el relativamente tranquilo ambiente de Turquía, pudo trabajar en su magnum opus, Ortsbestimmung der Gegenwart (Libertad y dominación), una crítica sobre la civilización.
En 1949, Rüstow volvió a Alemania, donde obtuvo una cátedra en la Universidad de Heidelberg, lugar en donde permanecería hasta su retiro en 1956. Murió en 1963 a la edad de 78 años.

## Ordoliberalismo
Junto con Walter Eucken y Franz Böhm, Rüstow proporcionó la base necesaria para el desarrollo del ordoliberalismo o neoliberalismo alemán.

## Trabajos
- Der Lügner. Theorie, Geschichte und Auflösung des Russellschen Paradoxons, 1910 (tesis)
- Schutzzoll oder Freihandel?, 1925
- Das Für und Wider der Schutzzollpolitik, 1925
- Das Versagen des Wirtschaftsliberalismus, 1945, Republicado el año 2001, ISBN 3-89518-349-0
- Zwischen Kapitalismus und Kommunismus, 1949
- Das Versagen des Wirtschaftsliberalismus, Segunda edición, 1950
- Ortsbestimmung der Gegenwart. Eine universalgeschichtliche Kulturkritik, ("Determinación de la ubicación presente"), 3 Volúmenes, 1950 - 1957
  - Volumen 1: Ursprung der Herrschaft ("Origen de la regla")
  - Volumen 2: Weg der Freiheit ("Marcha de la libertad")
  - Volumen 3: Herrschaft oder Freiheit? ("Regla o libertad")
- Wirtschaft und Kultursystem, 1955
- Die Kehrseite des Wirtschaftswunders, 1961